# نهاد شريف
نهاد شريف (1932 - 4 يناير 2011)، روائي مصري لُقّب بعميد أدب الخيال العلمي في العالم العربي.

## حياته
ولد نهاد منير إبراهيم شريف في حي محرم بك بمدينة الإسكندرية، وكان والده فناناً درس الرسم في فرنسا وتميز في رسم المناظر الطبيعية وكذلك رسم الشخصيات؛ شارك في الكثير من معارض الرسم، وكان يصطحبه معه إلى صالونات الثقافة ليجالس كبار الكتاب والفنانين فأحب الأدب منذ طفولته. كما أحب العلوم وتمنى دراسة الطب منذ صغره بيد أنّه أصيب بمرض الالتهاب الرئوي أثناء دراسته الثانوية، واضطر إلى البقاء بالمنزل والتوقف عن الدراسة لمدة عام كامل مما منعه من تحقيق حلمه بدخول كلية الطب، فدخل كلية الآداب بجامعة القاهرة، وتخصص في التاريخ.

## مسيرته المهنية
عمل نهاد شريف عقب تخرجه من الجامعة بمجال الصحافة كمحرر علمي بالعديد من الصحف والمجلات المصرية كان آخرها مجلة آخر ساعة التي عمل بها عامي 1995 و 1996، كما عمل موجهاً ثقافياً ثم مديراً لقسم الثقافة والإرشاد بمشروع مديرية التحرير قبل أن يبدأ نشاطه الأدبي بنشر روايته قاهر الزمن والتي فازت بالجائزة الأولى في نادي القصة وحُوّلت بعد ذلك إلى فيلم قاهر الزمن من بطولة نور الشريف وآثار الحكيم وجميل راتب وحسين الشربيني.
حصل نهاد شريف على العديد من الجوائز في القصة والرواية لمجهوده في أدب الخيال العلمي، واُختير في عام 2009 مستشارا لرابطة كتاب ونقاد أدب الخيال العلمي، والتي تُعدّ أول رابطة عربية لأدب الخيال العلمي.

## مؤلفاته
كتب نهاد شريف العديد من المؤلفات، والتي تنوعت ما بين الروايات والمسرحيات والمجموعات القصصية، والتي تنتمي في معظمها إلى أدب الخيال العلمي، وقد تُرجم بعضها إلى لغات أخرى من بينها الإنجليزية والفرنسية، وفيما يلي عدد من هم مؤلفاته:
- قاهر الزمن (رواية): صدرت عام 1972 عن دار الهلال للطباعة والنشر والتوزيع بالقاهرة، وتقع الرواية 288 صفحة، وقد حوُلت في عام 1987 إلى فيلم سينمائي أخرجه كمال الشيخ وقام ببطولته نور الشريف.
- رقم 4 يأمركم (رواية): صدرت عام 1974، وتقع الرواية في 144 صفحة.
- سكان العالم الثاني (رواية): صدرت عام 1977.
- الماسات الزيتونية (رواية): صدرت عام 1979 عن دار المعارف للطبع والنشر والتوزيع بالقاهرة.
- الذي تحدى الإعصار (رواية): صدرت عام 1981 عن الهيئة المصرية العامة للكتاب بالقاهرة.[5]
- أنا... وكائنات الفضاء (رواية): صدرت عام 1983 عن دار أخبار اليوم للطبع والنشر والتوزيع بالقاهرة ضمن إصدارات كتاب اليوم.[6]
- الشيء (رواية): صدرت عام 1989 عن الهيئة المصرية العامة للكتاب بالقاهرة.[7]
- أحزان السيد مكرر (مسرحية): صدرت عام 1990 عن الهيئة المصرية العامة للكتاب بالقاهرة.[8]
- بالإجماع
- النهر (رواية)
- تحت المجهر (رواية): صدرت عام 2006 عن مركز الحضارة العربية للترجمة والنشر والتوزيع بالقاهرة.[9]
- توماس إديسون معجزة (دراسة)
- ابن النجوم (رواية): صدرت عام 2008 عن دار نهضة مصر للطباعة والنشر والتوزيع بالقاهرة.[10]

## التكريمات والجوائز
حظي نهاد شريف بتكريم العديد من الجهات المصرية والعربية، وحصل على عدة جوائز أدبية من أهمها:
- الجائزة الأولى بمسابقة الرواية التي نظمها نادي القصة عن روايته «قاهر الزمن».
- درع جامعة عين شمس عام 1998.
- درع مهرجان الرواد العرب الأول، والذي أُقيم برعاية جامعة الدول العربية في عام 1999.

## صالون نهاد شريف الثقافي
أقامت أسرة الأديب الراحل نهاد شريف عقب وفاته صالوناً ثقافياً في منزله تكريماً له، والذي تستضيف فيه شباب المبدعين وكتاب الخيال العلمي، كما نظمت مسابقة لهذا الفرع من الأدب يشرف عليها الإذاعي وكاتب الخيال العلمي صلاح معاطي.

## روابط خارجية
- نهاد شريف على موقع IMDb (الإنجليزية)